# As Somozas
As Somozas è un comune spagnolo di 1 396 abitanti situato nella comunità autonoma della Galizia.